# Vojtěch Vorel
Vojtěch Vorel (* 18. června 1996 Praha) je český profesionální fotbalový brankář, který hostuje v českém klubu FK Pardubice. Je také bývalým českým mládežnickým reprezentantem.

## Klubová kariéra
Vorel je odchovancem pražské Sparty. Před sezonou 2014/2015 byl povýšen do prvního týmu Sparty, kde plnil roli třetího brankáře za Davidem Bičíkem a Markem Štěchem. Na podzim se zranil Bičík a Vorel se tak stal brankářskou dvojkou, přes Marka Štěcha ale příležitost nedostal.
Pro nasbírání zkušeností byl pro sezonu 2015/2016 poslán na roční hostování do druholigové Vlašimi. Hostování se nakonec protáhlo na dva roky.
Před sezonou 2018/19 odešel na hostování do slovenské prvoligové Senice. V první sezoně na Slovensku se ale do branky téměř nedostal, odchytal pouze dvě závěrečná utkání v nadstavbové skupině o udržení, kdy bylo jasné, že se Senica v lize udrží. Ve slovenské první lize debutoval 18. května 2019 proti ViOnu Zlaté Moravce, kde vychytal výhru 3:1. V druhém roce na Slovensku se situace zlepšila, do sedmého kola se sice do hry přes Argentince Tabordu nedostal, od osmého kola už odchytal všechna utkání. V sezoně 2019/20 si připsal celkem 8 čistých kont, a byl šestým nejlepším brankářem ligy.
V roce 2020 odešel do SK Dynamo České Budějovice. Původní zpráva byla, že přestoupil, na svém Instagramu ale později uvedl, že v Budějovicích je na tříletém hostování ze Sparty. V české 1. lize debutoval 28. listopadu 2020 proti Viktorii Plzeň, které z pěti střel na branku nedovolil skórovat a při debutu si tak připsal i své první čisté konto.
Před sezónou 2022/23 se vrátil do Sparty, v ročníku však plnil jen roli brankářské dvojky za Matějem Kovářem, který do Sparty přišel na roční hostování z Manchesteru United.
V létě 2023 se Kovář vrátil do Anglie, a tak dostal v prvních kolech nové sezóny příležitost mezi třemi tyčemi právě Vorel. V 1. kole vychytal čisté konto při výhře 2:0 nad Sigmou Olomouc.
Po dlouhodobě malém vytížení ve Spartě odešel v lednu 2025 na půlroční hostování do Pardubic.